# Chiasmodontiden
Chiasmodontiden (Chiasmodontidae) zijn een familie van straalvinnige vissen uit de orde van Baarsachtigen (Perciformes).

## Taxonomie
De Chiasmodontiden worden verder onderverdeeld in de volgende geslachten:
- Chiasmodon Johnson, 1864
- Dysalotus MacGilchrist, 1905
- Kali Lloyd, 1909
- Pseudoscopelus Luetken, 1892